# Stazione di Fujishiro
La stazione di Fujishiro (藤代駅?, Fujishiro-eki) è una stazione ferroviaria di Toride, città della prefettura di Ibaraki e servita dalla linea Jōban della JR East. A partire da questa stazione inizia l'area regionale della linea, in quanto il servizio metropolitano di Tokyo ad alta frequenza termina alla stazione di Toride.

## Linee
JR East
■ Linea Jōban

## Struttura
La stazione è dotata di due banchine laterali con due binari passanti.
| 1 | ■ Linea Jōban | per Tsuchiura, Mito e Iwaki |
| 2 | ■ Linea Jōban | per Kashiwa, Matsudo e Ueno |

## Stazioni adiacenti
| «                    | Servizio             | »                    |
| Linea Jōban - Rapida | Linea Jōban - Rapida | Linea Jōban - Rapida |
| -------------------- | -------------------- | -------------------- |
| Toride               | Locale               | Ryūgasakishi         |